# Serviços Geológicos de Portugal
Os Serviços Geológicos de Portugal foram a instituição portuguesa, criada em 13 de junho de 1918, para fazer a cartografia geológica de Portugal, realizar estudos de geologia pura e aplicada aos campos mineiro, hidrogeológico e estudos arqueológicos relacionados com trabalhos de geologia, entre outros.
Os seus antecedentes remontam à criação da Comissão Geológica  por decreto da rainha D. Maria II, um dos primeiros organismos do género a ser constituído na Europa. Desde 1859 esteve sedeado no antigo Convento de Jesus, em Lisboa, local ainda hoje ocupado pelo Museu Geológico de Lisboa.
Em 1993 os Serviços Geológicos de Portugal deram lugar ao Instituto Geológico e Mineiro (IGM), organismo responsável pelo conhecimento e investigação da infraestrutura geológica de Portugal, incluindo a plataforma continental, e pelos estudos de revelação, aproveitamento e valorização dos recursos geológicos do País, bem como pela conceção e execução de políticas no âmbito da indústria extrativa.
O Instituto Geológico e Mineiro foi extinto em 2003, sucedendo-lhe nas suas atribuições a Direção-Geral da Energia e o Instituto Nacional de Engenharia,Tecnologia e Inovação.
Finalmente, em 2006, o Instituto Nacional de Engenharia, Tecnologia e Inovação foi extinto e as suas atribuições relativas aos domínios da energia e geologia integradas no Laboratório Nacional de Energia e Geologia.